# عزت الرشق
عزت محمد الرشق سياسي فلسطيني من مواليد مدينة الخليل عام 1960م وعضو المكتب السياسي لحركة حماس،ورئيس مكتب العلاقات العربية والإسلامية لحركة حماس. وقد هاجر إلى الكويت عام 1967م، بعد الاحتلال الصهيوني للضفة الغربية، وبقي هناك حتَّى اندلاع أزمة الخليج عام 1990م 

## حياته
متزوج ولديه أربعة أبناء وحاصل على البكالوريوس في العلوم السياسية من جامعة الكويت

## أبرز المحطات في حياته السياسية
- نشط في التيار الإسلامي الفلسطيني، وشارك في تأسيس كتلة الحق الإسلامية والرابطة الإسلامية لطلبة فلسطين في جامعة الكويت.
- عمل في مجال الإعلام والعلاقات العامة في مؤسسات خاصة وحكومية طيلة وجوده في الكويت، كما نشط في العمل التنظيمي والدعوي والسياسي خدمة للقضية الفلسطينية.
- تفرَّغ للعمل السياسي عام 1987م.
- اعتقل في الأردن على خلفية دوره في حركة حماس عام 1996م، كما اعتقل ثانية أواخر عام 1999م، حيث تم إبعاده مع عدد من قادة حماس إلى الدوحة.
- عضو الأمانة العامة لمؤتمر الأحزاب العربية.
- عضو مجلس أمناء مؤسسة القدس الدولية.
- عضو المؤتمر القومي الإسلامي.
- شارك في العديد من المؤتمرات والندوات والفعاليات العربية والإسلامية الداعمة للقضية الفلسطينية.
- عضو المكتب السياسي لحركة حماس منذ تأسيسه، وحتَّى الآن.
  - تولى مسؤولية الملف الفلسطيني في مجلة المجتمع الكويتية خلال الفترة 1986 – 1991.
  - تفرغ للعمل السياسي منذ منتصف الثمانينات
  - يعد من الجيل المؤسس في حركة المقاومة الإسلامية-حماس، وهو عضو مكتبها السياسي منذ التأسيس وحتى الآن.
  - بعد أزمة الخليج1990 غادر الكويت إلى الأردن وبقي هناك حتى ابعاده عام 1999م.
  - اعتقل في الأردن على خلفية دوره في حركة حماس عام1996م، كما اعتقل ثانية أواخر عام 1999م، حيث تم إبعاده مع عدد من قادة حماس، وهم الإخوة (خالد مشعل، إبراهيم غوشة، سامي خاطر) إلى العاصمة القطرية الدوحة.
  - أقام بالدوحة حتى بداية عام 2001م، ثم غادرها إلى سوريا وبقي فيها حتى شهر يناير عام 2012، حيث غادرها إلى الدوحة منذ ذلك الوقت.
  - تولى عدة مسؤوليات قيادية في الحركة أبرزها الملف الإعلامي، ورئاسة اللجنة العليا للانتخابات في حركة حماس، التي أشرفت على مشاركة الحركة في انتخابات عام 2006.
  - شارك في حوارات المصالحة الفلسطينية بين حركتي حماس وفتح.
  - شارك في مفاوضات وقف إطلاق النار في حرب العصف المأكول 2014 ضمن الوفد الفلسطيني الموحد.
  - شارك في وفود حركة حماس الرسمية إلى الدول والمنظمات والهيئات المختلفة.
  - شارك في العديد من المؤتمرات والندوات والفعاليات العربية والإسلامية الداعمة للقضية الفلسطينية.
  - كان عضوا في الأمانة العامة لمؤتمر الأحزاب العربية، وهو عضو مجلس أمناء مؤسسة القدس الدولية، و عضو المؤتمر القومي الإسلامي[2]